# Roderwiese
Die Hofschaft Roderwiese ist ein Ortsteil der Gemeinde Lindlar im Oberbergischen Kreis im Regierungsbezirk Köln in Nordrhein-Westfalen (Deutschland).

## Lage und Beschreibung
Roderwiese liegt nördlich von Lindlar, unmittelbar an der Grenze zur Stadt Wipperfürth zwischen Thier (Wipperfürth) und Breun.

## Geschichte
Roderwiese wurde 1492 das erste Mal als „roedewies“ erwähnt. Der Name des Ortes geht zurück auf die Art der Urbarmachung des Gebietes: es wurde gerodet.
1794 versuchten Eingesessene von Thier Teile der Pfarre Lindlar, vor allem die heute zur Pfarre Süng gehörigen Höfe Buchholz, Roderwiese und Oberbüschem, nach Thier hinüberzuziehen, um dadurch Thier zur Pfarre zu erheben. Dies scheiterte jedoch, da ihnen diese „beunruhigung und aufwiegelung“ landesherrlich nach einer Beschwerde des Pfarrers von Lindlar verboten wurde.

## Sehenswürdigkeiten
- Sieben Fußfälle auf dem Weg zwischen Oberbüschem und Roderwiese

## Busverbindungen
Haltestelle Unterfeld:
- 332 Wipperfürth – Lindlar – Remshagen – Engelskirchen Bf. (OVAG)